# Акика
Аки́ка (араб. عقيقة — перерезание) — жертвоприношение одного или двух баранов в знак благодарности Аллаху за рождение ребёнка.

## Этимология
Слово акика в переводе с арабского означает «перерезание». Значение слова связано с тем, что при заклании овцы ей перерезают горло. «Акикой» также называется животное, которое приносится в жертву при появлении на свет ребёнка. Арабы часто называют «акикой» волосы новорожденного.

## История
В доисламской Аравии арабы язычники совершали акику только в случае рождения мальчиков и лишь с приходом ислама этот обычай изменился. В одном из хадисов, переданных Аишей говорится, что пророк Мухаммед обязал «резать две овцы при рождении мальчиков, и одну овцу при рождении девочек». Сам пророк на седьмой день после рождения каждого из своих внуков (Хасана и Хусейна) зарезал жертвенных животных.

## Порядок совершения
Заклание животного обычно происходит на седьмой день после рождения ребёнка. За мальчика полагается два барана, за девочку — один. Жертвенное животное должно быть здоровым, без видимых физических недостатков. В том случае если не получается сделать это вовремя, мусульмане режут животное в любое другое время до достижения ребёнком совершеннолетия.
Часть мяса отдаётся нуждающимся людям, другая часть может быть отдана всем желающим, в том числе членам семьи новорождённого.
В ханафитском мазхабе акика является мубахом и мандубом, в трёх других суннитских мазхабах — сунной.